# 重松博之

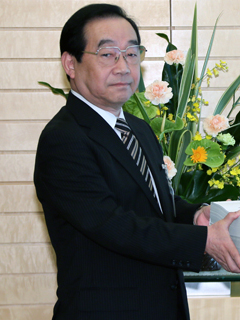
2012年11月2日、会計検査院平成23年度決算検査報告手交にて

重松 博之（しげまつ ひろゆき、1947年 - ）は、日本の官僚。元会計検査院長。徳島県出身。

## 人物
東京大学経済学部卒業後、1972年会計検査院に採用。1987年に監理課長。各局課長を経て、1996年官房総務課長。2002年に第4局長。2004年に事務総長となる。4年間在任。2009年辞職し会計検査院検査官に。2011年会計検査院長となり2012年定年退官。

## 略歴
- 1972年3月：東京大学経済学部卒業[1]
- 1972年4月：会計検査院採用
- 1987年4月：第1局監理課長
- 1987年12月：第3局上席調査官（地域開発担当）
- 1991年4月：第3局運輸検査課長
- 1993年6月：第4局農林水産検査第1課長
- 1996年6月：事務総長官房総務課長
- 1997年6月：事務総長官房審議官（第4局担当）
- 2000年12月：事務総長官房総務審議官
- 2001年1月：事務総長官房総括審議官
- 2002年6月：第4局長
- 2004年4月：会計検査院事務総局次長
- 2004年12月：会計検査院事務総長
- 2009年4月：会計検査院検査官
- 2011年2月：会計検査院長
- 2012年11月：定年退官
- 2014年6月：凸版印刷株式会社監査役[2]